# Lucie Rico
Lucie Rico, née en 1988 à Perpignan, est une romancière, réalisatrice et scénariste française. Elle est lauréate du Prix du roman d'écologie 2021 pour Le chant du poulet sous vide et remporte la Mention Spéciale du prix Wepler 2022 pour GPS.

## Biographie

### Enfance et formation
Lucie Rico naît en 1988 à Perpignan,. Elle passe son enfance à Céret dans les Pyrénées-Orientales.
Sa mère est institutrice et son père disquaire à Perpignan.
Elle suit une licence de cinéma et lettres modernes appliquées, puis un master en médias et transmédia au CELSA à l’Université de La Sorbonne.
De 2016 à 2018, elle reprend ses études et suit le master de création littéraire de l'Université Paris-VIII-Vincennes-Saint-Denis.

### Carrière
Lucie Rico travaille dans l’édition et les nouveaux médias entre 2011 et 2015.
Elle réalise plusieurs documentaires en Argentine et à Taïwan, ainsi que deux fictions dans lesquels le quotidien bascule vers le fantastique : The Big Shake, puis Plein Noir. En 2016, elle tourne Plein noir, un court-métrage réalisé avec Marine Louvet. Sorti en 2018, il raconte l'histoire de trois amis qui, subitement, doivent affronter le noir total après la disparition du soleil.
En 2020, elle publie Le Chant du poulet sous vide. Le roman raconte l'histoire d'une végétarienne contrainte de gérer temporairement la ferme de sa mère après le décès de celle-ci. Pour soulager sa conscience, elle décide d’écrire une biographie pour chaque poulet qu'elle devra tuer, une idée qui plait au propriétaire d’une grande surface soucieux d'ajouter un peu d'humanité à son rayon viande,. Ce projet fonctionne si bien que l'héroïne construit un élevage de 10 000 poulets et embauche des scénaristes qui écrivent à la chaîne des biographies. « Paule résout le problème de la mort des poulets au prix d’une grande contradiction, l’hommage rendu et la biographie écrite au moment de leur mise à mort, un principe intenable sur le long terme (…) je voulais explorer avec ce roman toutes les contradictions qui sont les nôtres entre nos valeurs, notre héritage et nos principes de consommation » explique l'autrice. Lucie Rico remporte le Prix du roman d'écologie ainsi que le Prix littéraire du Cheval Blanc et le prix Coup de cœur aux Vendanges littéraires en 2020,,,,.
En 2022 paraît son second roman, GPS,. Le roman, approchant le genre du thriller, est écrit à la deuxième personne du singulier. Il raconte l'histoire d'Ariane, la narratrice, journaliste au chômage et agoraphobe. Elle accepte malgré tout de sortir car son amie Sandrine, dont l'objectif est de la pousser hors de chez elle, a décidé qu’elle serait la témoin de ses fiançailles. Le jour J, à la demande d'Ariane, Sandrine la guide en lui transmettant par un point GPS la localisation où elle se trouve et où elle doit donc la rejoindre pour la célébration. Le lendemain, Ariane peut toujours voir la localisation de Sandrine, qui continue à se déplacer sur la carte. Pourtant, Sandrine ne répond plus au téléphone et un cadavre calciné d’une jeune femme est retrouvé. « J'avais envie de m'interroger sur le fait d'être accro à son téléphone. Quel nouveau voyeurisme est-ce que cela crée ? Il y avait un enjeu littéraire dans cette novlangue du téléphone portable, de Google Maps et du partage de localisation, que j'avais vraiment envie d'explorer avec un livre » explique l'autrice. Le roman figure parmi les finalistes du prix Fémina des lycéens, du Prix du Livre Inter et du Prix du Roman des étudiants France Culture-Télérama,. Il remporte la Mention Spéciale du prix Wepler.
Parallèlement, elle enseigne la création littéraire à l'Université de Clermont-Ferrand,.

### Vie privée
Elle vit entre Aubervilliers (où elle écrit des films), Perpignan (où elle écrit des livres) et Clermont-Ferrand (où elle enseigne la création littéraire).

## Œuvre

### Roman
- GPS, Editions POL (2022) (EAN 9782818055960)
- Le Chant du poulet sous vide, Editions POL (2020)  (EAN 9782072936845)

### Court-métrage
- Plein Noir (2018)
- The Big Shake

## Prix et distinctions
- Finaliste du Prix du Livre Inter 2023 pour GPS[20]
- Finaliste Prix du Roman des étudiants France Culture-Télérama 2022 pour GPS[24],[21]
- Finaliste du prix Fémina des lycéens 2022 pour GPS[21]
- Mention Spéciale du Prix Wepler 2022 pour GPS[22]
- Prix littéraire du Cheval Blanc pour Le chant du poulet sous vide[14],[15]
- Prix du roman d'écologie 2021 pour Le chant du poulet sous vide[12],[13]
- Prix Coup de cœur aux Vendanges littéraires en 2020 pour Le chant du poulet sous vide[2]